# UYBA Volley 2021-2022
Questa voce raccoglie le informazioni riguardanti la UYBA Volley nelle competizioni ufficiali della stagione 2021-2022.

## Stagione
Nella stagione 2021-22 la UYBA Volley assume la denominazione sponsorizzata di Unet E-Work Busto Arsizio.
Partecipa per la sedicesima volta alla Serie A1; chiude la regular season di campionato al quinto posto in classifica, qualificandosi per i play-off scudetto, dove viene eliminata nei quarti di finale dalla Savino Del Bene.
Grazie al quinto posto nella classifica avulsa determinata in base alle partite di campionato disputate fino alla data del 24 dicembre 2021, la UYBA si qualifica per la Coppa Italia, uscendo in semifinale a seguito della sconfitta contro l'Imoco.
Partecipa inoltre alla Coppa CEV, venendo eliminata dalla competizione agli ottavi di finale dal MTV Stoccarda: nonostante la vittoria nella gara di andata, per 3-0, perde sia quella di ritorno per 3-1 che il golden set.

## Organigramma societario
Area direttiva
- Presidente: Giuseppe Pirola

Area tecnica
- Allenatore: Marco Musso
- Allenatore in seconda: Marco Gaviraghi
- Assistente allenatore: Lorenzo Pintus
- Scout man: Roberto Menegolo
- Assistente tecnico: Alessandro Rondanini

## Rosa
| N° | Nome                    | Ruolo | Data di nascita  | Nazionalità sportiva |
| -- | ----------------------- | ----- | ---------------- | -------------------- |
| 1  | Jordyn Poulter          | P     | 31 luglio 1997   | Stati Uniti          |
| 2  | Valeria Battista        | S     | 23 gennaio 2001  | Italia               |
| 3  | Rossella Olivotto       | C     | 27 aprile 1991   | Italia               |
| 4  | Victoria Mayer          | P     | 19 giugno 2001   | Argentina            |
| 5  | Sofia Monza             | P     | 11 maggio 2002   | Italia               |
| 7  | Chiara Bressan          | L     | 2 settembre 2004 | Italia               |
| 8  | Alexa Gray              | S     | 7 agosto 1994    | Canada               |
| 10 | Valentina Colombo       | C     | 12 dicembre 2003 | Italia               |
| 11 | Camilla Mingardi        | O     | 19 ottobre 1997  | Italia               |
| 14 | Giorgia Zannoni         | L     | 11 febbraio 1998 | Italia               |
| 15 | Jovana Stevanović       | C     | 30 giugno 1992   | Serbia               |
| 16 | Lucia Bosetti           | S     | 9 luglio 1989    | Italia               |
| 19 | Adelina Budăi-Ungureanu | S     | 29 luglio 2000   | Romania              |
| 23 | Liset Herrera           | C     | 6 dicembre 1998  | Cuba                 |

## Mercato
| Acquisti | Acquisti                | Acquisti             | Acquisti   |
| R.       | Nome                    | da                   | Modalità   |
| -------- | ----------------------- | -------------------- | ---------- |
| S        | Valeria Battista        | Montecchio Maggiore  | definitivo |
| S        | Lucia Bosetti           | Savino Del Bene      | definitivo |
| S        | Adelina Budăi-Ungureanu | Cuneo Granda         | definitivo |
| P        | Victoria Mayer          | Saint-Cloud Paris SF | definitivo |
| P        | Sofia Monza             | Club Italia          | definitivo |
| L        | Giorgia Zannoni         | Cuneo Granda         | definitivo |

| Cessioni | Cessioni            | Cessioni        | Cessioni   |
| R.       | Nome                | a               | Modalità   |
| -------- | ------------------- | --------------- | ---------- |
| P        | Asia Bonelli        | Chieri '76      | definitivo |
| S        | Katarina Bulović    | Olimpia Teodora | definitivo |
| L        | Chiara Cucco        | Hofstra         | definitivo |
| S        | Ana Escamilla       | Potsdam         | definitivo |
| S        | Alessia Gennari     | Pro Victoria    | definitivo |
| L        | Giulia Leonardi     | -               | ritirata   |
| S        | Francesca Piccinini | -               | ritirata   |

## Risultati

### Serie A1

#### Girone di andata
| 1ª giornata - 9 ottobre 2021 PalaPiantanida, Busto Arsizio     | UYBA          | 3 - 1 | Pro Victoria          | 15-25, 25-21, 25-21, 25-23        |
| 2ª giornata - 17 ottobre 2021 PalaCarneroli, Urbino            | Megavolley    | 1 - 3 | UYBA                  | 17-25, 25-20, 20-25, 18-25        |
| 3ª giornata - 20 ottobre 2021 PalaPiantanida, Busto Arsizio    | UYBA          | 3 - 0 | Wealth Planet Perugia | 25-21, 25-15, 25-19               |
| 4ª giornata - 24 ottobre 2021 PalaMaddalene, Chieri            | Chieri '76    | 3 - 0 | UYBA                  | 25-20, 25-19, 26-24               |
| 5ª giornata - 31 ottobre 2021 PalaPiantanida, Busto Arsizio    | UYBA          | 2 - 3 | Savino Del Bene       | 21-25, 25-23, 25-16, 18-25, 12-15 |
| 6ª giornata - 6 novembre 2021 PalaVerde, Villorba              | Imoco         | 3 - 2 | UYBA                  | 25-21, 20-25, 21-25, 25-23, 15-11 |
| 7ª giornata - 14 novembre 2021 PalaPiantanida, Busto Arsizio   | UYBA          | 3 - 0 | San Casciano          | 25-21, 25-20, 25-20               |
| 8ª giornata - 21 novembre 2021 Palazzetto dello sport, Bergamo | Bergamo 1991  | 1 - 3 | UYBA                  | 25-22, 20-25, 23-25, 15-25        |
| 9ª giornata - 28 novembre 2021 PalaPiantanida, Busto Arsizio   | UYBA          | 2 - 3 | AGIL                  | 19-25, 25-21, 25-11, 23-25, 13-15 |
| 10ª giornata - 5 dicembre 2021 PalaSanbapolis, Trento          | Trentino Rosa | 2 - 3 | UYBA                  | 25-18, 25-16, 16-25, 16-25, 11-15 |
| 11ª giornata - 12 dicembre 2021 PalaPiantanida, Busto Arsizio  | UYBA          | 3 - 0 | Roma Club             | 25-22, 25-17, 25-23               |
| 12ª giornata - 19 dicembre 2021 PalaRadi, Cremona              | Casalmaggiore | 1 - 3 | UYBA                  | 14-25, 25-22, 16-25, 19-25        |
| 13ª giornata - 16 febbraio 2022 PalaPiantanida, Busto Arsizio  | UYBA          | 3 - 0 | Cuneo Granda          | 25-23, 25-16, 25-12               |

#### Girone di ritorno
| 14ª giornata - 9 gennaio 2022 Palazzetto dello Sport, Monza      | Pro Victoria          | 3 - 0 | UYBA          | 25-21, 25-19, 25-16               |
| 15ª giornata - 16 gennaio 2022 PalaPiantanida, Busto Arsizio     | UYBA                  | 3 - 0 | Megavolley    | 25-16, 25-23, 25-19               |
| 16ª giornata - 22 gennaio 2022 PalaEvangelisti, Perugia          | Wealth Planet Perugia | 1 - 3 | UYBA          | 25-19, 21-25, 18-25, 23-25        |
| 17ª giornata - 30 gennaio 2022 PalaPiantanida, Busto Arsizio     | UYBA                  | 3 - 1 | Chieri '76    | 30-28, 23-25, 25-14, 25-16        |
| 18ª giornata - 6 febbraio 2022 Palazzetto dello Sport, Scandicci | Savino Del Bene       | 3 - 0 | UYBA          | 29-27, 25-20, 25-15               |
| 19ª giornata - 12 febbraio 2022 PalaPiantanida, Busto Arsizio    | UYBA                  | 0 - 3 | Imoco         | 21-25, 21-25, 23-25               |
| 20ª giornata - 20 febbraio 2022 PalaWanny, Firenze               | San Casciano          | 1 - 3 | UYBA          | 21-25, 25-19, 18-25, 24-26        |
| 21ª giornata - 27 febbraio 2022 PalaPiantanida, Busto Arsizio    | UYBA                  | 3 - 1 | Bergamo 1991  | 23-25, 25-23, 25-21, 25-17        |
| 22ª giornata - 6 marzo 2022 PalaTerdoppio, Novara                | AGIL                  | 3 - 1 | UYBA          | 25-18, 20-25, 25-18, 25-12        |
| 23ª giornata - 13 marzo 2022 PalaPiantanida, Busto Arsizio       | UYBA                  | 3 - 0 | Trentino Rosa | 25-17, 25-22, 25-21               |
| 24ª giornata - 19 marzo 2022 Palazzo dello Sport, Roma           | Roma Club             | 2 - 3 | UYBA          | 19-25, 16-25, 25-22, 26-24, 12-15 |
| 25ª giornata - 27 marzo 2022 PalaPiantanida, Busto Arsizio       | UYBA                  | 2 - 3 | Casalmaggiore | 24-26, 26-24, 25-18, 15-25, 15-17 |
| 26ª giornata - 2 aprile 2022 PalaCastagnaretta, Cuneo            | Cuneo Granda          | 3 - 2 | UYBA          | 30-28, 24-26, 19-25, 25-22, 15-13 |

#### Play-off scudetto
| Quarti di finale (gara 1) - 10 aprile 2022 Palazzetto dello Sport, Scandicci | Savino Del Bene | 3 - 0 | UYBA            | 25-20, 28-26, 25-13 |
| Quarti di finale (gara 2) - 13 aprile 2022 PalaPiantanida, Busto Arsizio     | UYBA            | 0 - 3 | Savino Del Bene | 14-25, 18-25, 15-25 |

### Coppa Italia
| Quarti di finale - 3 gennaio 2022 Palazzetto dello Sport, Scandicci | Savino Del Bene | 1 - 3 | UYBA | 22-25, 22-25, 25-19, 19-25 |
| Semifinali - 5 gennaio 2022 Palazzetto dello Sport, Roma            | Imoco           | 3 - 1 | UYBA | 25-16, 24-26, 25-16, 25-23 |

### Coppa CEV
| Sedicesimi di finale (andata) - 17 novembre 2021 Edugo Topsporthal, Gand        | VDK Gent      | 1 - 3 | UYBA          | 18-25, 22-25, 25-21, 19-25                   |
| Sedicesimi di finale (ritorno) - 24 novembre 2021 PalaPiantanida, Busto Arsizio | UYBA          | 3 - 0 | VDK Gent      | 25-16, 25-14, 25-17                          |
| Ottavi di finale (andata) - 8 dicembre 2021 PalaPiantanida, Busto Arsizio       | UYBA          | 3 - 0 | MTV Stoccarda | 29-27, 25-19, 25-23                          |
| Ottavi di finale (ritorno) - 15 dicembre 2021 SCHARRena, Stoccarda              | MTV Stoccarda | 3 - 1 | UYBA          | 25-19, 25-18, 21-25, 25-19 Golden set: 16-14 |

## Statistiche

### Statistiche di squadra
| Competizione | Punti | In casa | In casa | In casa | In trasferta | In trasferta | In trasferta | Totale | Totale | Totale |
| Competizione | Punti | G       | V       | P       | G            | V            | P            | G      | V      | P      |
| ------------ | ----- | ------- | ------- | ------- | ------------ | ------------ | ------------ | ------ | ------ | ------ |
| Serie A1     | 51    | 14      | 9       | 5       | 14           | 7            | 7            | 28     | 16     | 12     |
| Coppa Italia | -     | 0       | 0       | 0       | 1            | 1            | 0            | 2      | 1      | 1      |
| Coppa CEV    | -     | 2       | 2       | 0       | 2            | 1            | 1            | 4      | 3      | 1      |
| Totale       | -     | 16      | 11      | 5       | 17           | 9            | 8            | 34     | 20     | 14     |

G = partite giocate; V = partite vinte; P = partite perse

### Statistiche dei giocatori
| Giocatore          | Serie A1 | Serie A1 | Serie A1 | Serie A1 | Serie A1 | Coppa Italia | Coppa Italia | Coppa Italia | Coppa Italia | Coppa Italia | Coppa CEV | Coppa CEV | Coppa CEV | Coppa CEV | Coppa CEV | Totale | Totale | Totale | Totale | Totale |
| Giocatore          | P        | PT       | AV       | MV       | BV       | P            | PT           | AV           | MV           | BV           | P         | PT        | AV        | MV        | BV        | P      | PT     | AV     | MV     | BV     |
| ------------------ | -------- | -------- | -------- | -------- | -------- | ------------ | ------------ | ------------ | ------------ | ------------ | --------- | --------- | --------- | --------- | --------- | ------ | ------ | ------ | ------ | ------ |
| V. Battista        | 13       | 7        | 5        | 2        | 0        | 2            | 1            | 1            | 0            | 0            | 4         | 14        | 12        | 1         | 1         | 19     | 22     | 18     | 3      | 1      |
| L. Bosetti         | 27       | 141      | 98       | 33       | 10       | 2            | 12           | 7            | 3            | 2            | 3         | 23        | 16        | 5         | 2         | 32     | 176    | 121    | 41     | 14     |
| C. Bressan         | 13       | 0        | 0        | 0        | 0        | 1            | 0            | 0            | 0            | 0            | 3         | 0         | 0         | 0         | 0         | 17     | 0      | 0      | 0      | 0      |
| V. Colombo         | 1        | 0        | 0        | 0        | 0        | 0            | 0            | 0            | 0            | 0            | 1         | 3         | 1         | 1         | 1         | 2      | 3      | 1      | 1      | 1      |
| A. Gray            | 27       | 453      | 421      | 18       | 14       | 2            | 43           | 40           | 1            | 2            | 2         | 38        | 35        | 1         | 2         | 31     | 534    | 496    | 20     | 18     |
| L. Herrera         | 11       | 5        | 2        | 2        | 1        | 2            | 8            | 5            | 2            | 1            | 3         | 17        | 13        | 2         | 2         | 16     | 30     | 20     | 6      | 4      |
| V. Mayer           | 3        | 2        | 1        | 0        | 1        | 0            | 0            | 0            | 0            | 0            | 0         | 0         | 0         | 0         | 0         | 3      | 2      | 1      | 0      | 1      |
| C. Mingardi        | 28       | 549      | 502      | 25       | 22       | 2            | 38           | 35           | 1            | 2            | 3         | 57        | 48        | 6         | 3         | 33     | 644    | 585    | 32     | 27     |
| S. Monza           | 11       | 7        | 4        | 0        | 3        | 2            | 0            | 0            | 0            | 0            | 4         | 2         | 2         | 0         | 0         | 17     | 9      | 6      | 0      | 3      |
| R. Olivotto        | 28       | 212      | 137      | 65       | 10       | 0            | 0            | 0            | 0            | 0            | 3         | 17        | 13        | 3         | 1         | 31     | 229    | 150    | 68     | 11     |
| J. Poulter         | 21       | 44       | 16       | 15       | 13       | 2            | 2            | 1            | 0            | 1            | 4         | 11        | 5         | 5         | 1         | 27     | 57     | 22     | 20     | 15     |
| J. Stevanović      | 28       | 265      | 172      | 74       | 19       | 2            | 23           | 13           | 8            | 2            | 3         | 24        | 15        | 8         | 1         | 33     | 312    | 200    | 90     | 22     |
| A. Budăi-Ungureanu | 26       | 97       | 69       | 10       | 18       | 0            | 0            | 0            | 0            | 0            | 4         | 39        | 33        | 3         | 3         | 30     | 136    | 102    | 13     | 21     |
| G. Zannoni         | 28       | 0        | 0        | 0        | 0        | 2            | 0            | 0            | 0            | 0            | 4         | 0         | 0         | 0         | 0         | 34     | 0      | 0      | 0      | 0      |

P = presenze; PT = punti totali; AV = attacchi vincenti; MV = muri vincenti; BV = battute vincenti